# Pedro G. Ferreira
Pedro Gil Ferreira (né le 18 mars 1968) est un astrophysicien et auteur portugais,. Depuis 2016, il est professeur d'astrophysique à l'Université d'Oxford et membre du Wolfson College.

## Éducation
Ferreira est né à Lisbonne, au Portugal, et fréquente l'Université technique de Lisbonne, où il étudie l'ingénierie de 1986 à 1991. Là-bas, il apprend lui-même la relativité générale. Il étudie pour un doctorat en physique théorique à l'Imperial College de Londres, sous la direction d'Andreas Albrecht.

## Recherche et carrière
Il occupe des postes postdoctoraux à Berkeley et au CERN, avant de retourner au Royaume-Uni pour rejoindre la faculté du département d'astrophysique de l'Université d'Oxford en tant que chercheur et chargé de cours. Il y devient professeur d'astrophysique en 2008. Il est directeur du programme de cosmologie computationnelle à l'Oxford Martin School depuis 2010 et dirige également un programme d'« artiste en résidence » en astrophysique. Ferreira donne régulièrement des conférences à l'Institut africain des sciences mathématiques et apparait fréquemment à la télévision et à la radio en tant que commentateur scientifique.
Les sujets principaux de Ferreira sont la relativité générale et la cosmologie théorique. Il est l'auteur de plus de 100 publications dans des revues scientifiques à comité de lecture. Avec Michael Joyce, en 1997, il est l'un des premiers à proposer des modèles de champ scalaire quintessence comme explication possible de l'énergie noire. Ferreira est également membre des expériences CMB embarquées sur ballon MAXIMA et BOOMERanG, qui mesurent les pics acoustiques du CMB. Il est actuellement impliqué dans plusieurs propositions pour tester la relativité générale à l'aide du vaisseau spatial Euclid et du radiotélescope Square Kilometre Array.

## Livres
- Pedro G. Ferreira, The State of the Universe - A Primer in Modern Cosmology, 2006 (ISBN 978-0297847403)[6]
- Pedro G. Ferreira, The Perfect Theory: A Century of Geniuses and the Battle over General Relativity, 2014 (ISBN 978-1408703106)[7]